# Albin Odot
 (juin 2022).
Albin Odot (actif au vingtième siècle) est un fonctionnaire et syndicaliste Force Ouvrière sénégalais. 

## Biographie
Albin Odot est syndicaliste à Force Ouvrière, parmi les cadres généraux de l’Administration générale en Outre-mer. En mai 1952, il est signalé comme co-secrétaire général de l’Union locale FO de Dakar avec Bechir Paye. Au début de 1953, il représente l'Union territoriale FO du Sénégal et de la Mauritanie avec Amadou Wagne à la conférence syndicale de Bamako. En octobre 1956, lors du congrès confédéral, il est représentant du syndicat FO du service des Eaux de Dakar. Il vote contre le rapport d’activité présenté par le bureau confédéral. Pendant le Congrès de 1959, il parle à la tribune, déplorant le départ de Force Ouvrière du syndicaliste André Lafond. 

## Sources
- Force Ouvrière, hebdomadaire de la CGT-FO, 15 mai 1952
- Comptes rendus des congrès confédéraux FO de 1954 et de 1959